# Divina proportione
Divina proportione  mais tarde também chamada De divina proporione é um livro de matemática escrito por Luca Pacioli e ilustrado por Leonardo da Vinci, composto por volta de 1498 em Milão com primeira impressão em 1509. O tratado matemático foi publicado em Veneza por Paganino Paganini.

## Descrição

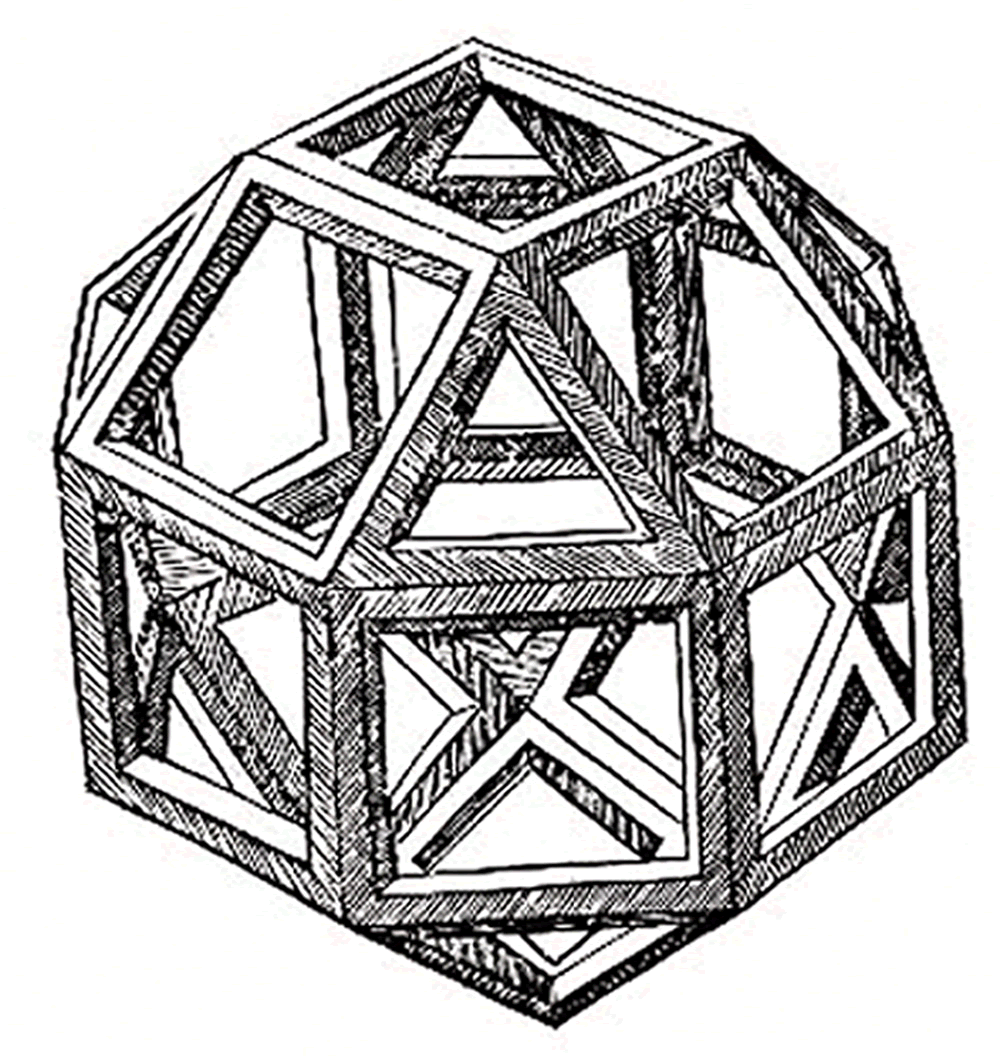
Um rombicuboctaedro. Ilustração de Leonardo da Vinci para a Divina proportione.

O assunto tratado foi a proporções matemáticas (o título se refere à proporção áurea) e suas aplicações à geometria, às artes visuais por meio da perspectiva e à arquitetura. A clareza do material escrito e os excelentes diagramas de Leonardo ajudaram o livro a atingir um impacto além dos círculos matemáticos, popularizando conceitos e imagens geométricas contemporâneas.
O livro consiste em três manuscritos separados, nos quais Pacioli trabalhou entre 1496 e 1498. Ele credita para Leonardo Fibonacci como a principal fonte para a matemática apresentada no livro.